# Andover (Connecticut)
Pour les articles homonymes, voir Andover.
Andover est une ville du comté de Tolland, dans le Connecticut, aux États-Unis.
Andover devient une municipalité en 1848. Son nom provient d'Andover au Massachusetts ou d'Andover au Royaume-Uni.

## Démographie
Selon le recensement de 2010, Andover compte 3 033 habitants. La municipalité s'étend sur 15,69 milles carrés (40,64 km2), dont 15,45 milles carrés (40,02 km2) de terres.
| 1850 | 1860 | 1870 | 1880 | 1890 | 1900 |
| ---- | ---- | ---- | ---- | ---- | ---- |
| 500  | 517  | 461  | 428  | 401  | 385  |

| 1910 | 1920 | 1930 | 1940 | 1950  | 1960  |
| ---- | ---- | ---- | ---- | ----- | ----- |
| 371  | 389  | 430  | 560  | 1 034 | 1 771 |

| 1970  | 1980  | 1990  | 2000  | 2010  | - |
| ----- | ----- | ----- | ----- | ----- | - |
| 2 099 | 2 144 | 2 540 | 3 036 | 3 303 | - |